# Bryce Moon
Bryce Daren Moon (Pietermaritzburg, 6 april 1986) is een Zuid-Afrikaans voormalig voetballer die doorgaans speelde als rechtsback. Tussen 2004 en 2017 was hij actief voor Coleraine, Ajax Cape Town, Panathinaikos, PAOK Saloniki, Golden Arrows, Supersport United, Bidvest Wits, Mamelodi Sundown, Platinum Stars, Cape Town City en Maritzburg United. Moon maakte in 2007 zijn debuut in het Zuid-Afrikaans voetbalelftal en kwam uiteindelijk tot twintig interlandoptredens.

## Clubcarrière
Moon speelde in de jeugdopleiding van Ajax Cape Town en werd in 2004 gescout door Coleraine uit Noord-Ierland. Na één jaar keerde hij alweer terug naar Kaapstad, waar de rechtsback drie jaar later overgenomen werd door Panathinaikos. De Griekse club verhuurde hem achtereenvolgens aan PAOK Saloniki en Golden Arrows. In 2011 werd Moon overgenomen door Supersport United. Aldaar speelde hij één seizoen, waarna hij op huurbasis gestald werd bij Bidvest Wits. In 2013 tekende de Zuid-Afrikaanse verdediger een contract bij Mamelodi Sundowns. Platinum Stars huurde Moon in januari 2015 voor het restant van het kalenderjaar. Hierna verliet de vleugelverdediger Mamelodi Sundowns definitief, toen hij voor Cape Town City tekende. In de zomer van 2016 verkaste hij naar Maritzburg United, waar hij zijn handtekening zette onder een verbintenis voor de duur van één seizoen. Na afloop van dit contract verliet Moon de club. Hierop besloot Moon op eenendertigjarige leeftijd een punt te zetten achter zijn actieve loopbaan.

## Interlandcarrière
Moon werd voor het eerst opgeroepen voor het Zuid-Afrikaans voetbalelftal op 29 september 2007, toen er met 1–0 werd gewonnen van Botswana. Zijn eerste interlanddoelpunt maakte hij tevens tegen Botswana, maar nu tijdens een 2–1 overwinning op 16 januari 2008. Hij was tevens met Bafana Bafana actief op de Confederations Cup 2009 en het WK 2010; beide toernooien werden gespeeld in Moons vaderland Zuid-Afrika.

## Erelijst
| Competitie            |                |                |                |                |
| Competitie            | Aantal         | Jaren          |                |                |
| Ajax Cape Town        | Ajax Cape Town | Ajax Cape Town | Ajax Cape Town | Ajax Cape Town |
| --------------------- | -------------- | -------------- | -------------- | -------------- |
| ABSA Cup              | 1              | 2006/07        |                |                |
| Mamelodi Sundowns     |                |                |                |                |
| Premier Soccer League | 1              | 2013/14        |                |                |